# جوائز إم تي في للفيديو الموسيقي
جوائز إم تي في الموسيقية أو يطلق عليها في ام ايه بدأت في صيف عام 1984 بواسطة إم تي في لتكريم أفضل الأغاني المصورة لهذا العام، بدأت كبديل لجائزة غرامي في تصنيف الأغاني المصورة.

## تصنيفات الجوائز
- أفضل أغنية مصورة.
- أفضل أغنية مصوره لمغني.
- أفضل أغنية مصوره لمغنية.
- أفضل فنان جديد.
- أفضل أغنية بوب مصورة.
- أفضل أغنية روك مصورة.
- أفضل أغنية هيب هوب مصورة.

## وصلات خارجية
- جوائز إم تي في للفيديو الموسيقي على موقع IMDb (الإنجليزية)
- جوائز إم تي في للفيديو الموسيقي على موقع الموسوعة البريطانية (الإنجليزية)
- جوائز إم تي في للفيديو الموسيقي على موقع ميوزك برينز (الإنجليزية)